# Манастир Констамонит
Манастир Констамонит (грч. Μονη Κοσταμονιτου) манастир на Светој гори, у хијерархији светогорских манастира налази се на 20. месту.
Смештен у југоисточном делу Атонског полуострва.
Основан је у 11. веку, а судећи по (другом) називу "Кастамонит" вероватно од стране неког светог човека из места Кастамона у Пафлагонији. По другом тумачењу име се везује за угледну грчку породицу из тог века, Кастамонитис.
Манастир је посвећен Светом Стефану. Крајем 11. века био је игуман манастира Иларион. Манастир је био скроман у сваком погледу, био је по страни и о њему се у старо време дуго мало знало. Писани траг о њему јавља се опет 1262. године. Привилегије царског манастира добио је у првој половини 14. века. Српска царица Јелена удовица Душанова (преноси се по традицији), поклонила је манастиру драгоцену икону Богородице Одигитрије.
Уништио га је велики пожар око 1426. године. Дотле грчки манастир, са обновом постаје "словенски" по карактеру, судећи по архивским документима (повељама). Обновио га је 1430-1433. године Србин Радич Поступовић обласни кнез у држави деспота Ђурђа Бранковића. Написао је за манастир ктиторски типик. Кнез Радич се потом замонашио, и као монах Роман, продужио да се брине о "свом манастиру". Један од Радичевих синова, пошао је очевим стопама - као монах Мисаил ступио је у манастирско братство.
Манастир је након обнове, и под Турцима напредовао и увећавао посед. Године 1489. имао је чак 90 калуђера, али већ 1520. године налази се у великим финансијским проблемима, јер Радичева опскрба је престала.
Данас је то грчки општежитељни манастир у којем живи око 20 монаха. Библиотека манастира садржи 110 оригиналних рукописа и 5.000 штампаних књига.
Манастир се од 1988. године, заједно са осталих деветнаест светогорских манастира, налази на УНЕСКО-вој листи светске баштине у склопу споменика средњег века обједињених под заштићеном целином Планина Атос.